# John Cheever
John William Cheever (Quincy, 1912. május 27. –‎ Ossining, 1982. június 18.) amerikai novella- és regényíró. Néha „a külvárosi Csehovnak” is nevezik.
Elbeszélései többnyire Manhattan Upper East Side-on játszódnak; a westchester-i külvárosok; régi Új-Anglia-i falvak, amelyek a Massachusetts állambeli Quincy körüli South Shore régió városain alapulnak, ahol született; és Olaszországban, különösen Rómában. Novellái között szerepelt: „The Enormous Radio”, „Goodbye, My Brother”, „The Five-Forty-Eight”, „The Country Husband” és „The Swimmer”, valamint öt regényt is írt: The Wapshot Chronicle (National Book Award, 1958), The Wapshot Scandal (William Dean Howells-érem, 1965), Bullet Park (1969), Falconer (1977) és Oh What a Paradise It Seems (1982) című novella.
Fő témái közé tartozik az emberi természet kettőssége: olykor a karakter tisztességes társadalmi személyisége és a belső korrupció közötti különbségként dramatizálják, néha pedig két szereplő (gyakran testvérek) közötti konfliktusként, mindkettő kiemelkedő aspektusait testesítik meg – a világosságot és a sötétséget, a testet és a szellemet. Számos műve egy eltűnőben lévő életmód iránti nosztalgiát is kifejez (amint azt a mitikus St. Botolph-ok idézik a Wapshot-regényekben), amelyet a megmaradt kulturális hagyományok és a mélységes közösségi érzés jellemez, szemben a modern külvárosok elidegenítő nomádságával.
Az ő novelláiból készült összeállítás, a The Stories of John Cheever elnyerte a szépirodalmi Pulitzer-díjat 1979-ben és a National Book Critics Circle Award-ot, első puhakötésű kiadása pedig 1981-ben National Book Award-ot.

## Fiatalkora és tanulmányai
John William Cheever a massachusettsi Quincyben született Frederick Lincoln Cheever és Mary Liley Cheever második gyermekeként. Apja virágzó cipőkereskedő volt, és Cheever gyermekkorának nagy részét egy nagy viktoriánus házban töltötte, a 123 Winthrop Avenue szám alatt, Wollaston akkori előkelő külvárosában, Massachusetts államban. Az 1920-as évek közepén azonban, amikor a New England-i cipő- és textilipar hosszú hanyatlásnak indult, Frederick Cheever elvesztette pénze nagy részét, és sokat kezdett inni. A számlák kiegyenlítésére Mary Cheever ajándékboltot nyitott Quincy belvárosában – ez „mélységes megaláztatás” a család számára, ahogy John látta. 1926-ban Cheever egy magániskolába kezdett járni (Thayer Academy), de a légkört fojtogatónak találta, és gyengén teljesített, végül 1928-ban átkerült a Quincy High-ba. Egy évvel később megnyert egy novellaversenyt, amelyet a Boston Herald szponzorált, és visszahívták a Thayerhez, mint "speciális diák" akadémiai próbaidőre. Az osztályzatai azonban továbbra is rosszak voltak, és 1930 márciusában dohányzás miatt vagy kirúgták, vagy (nagyobb valószínűséggel) önszántából távozott, amikor az igazgató ultimátumot adott neki, amely szerint vagy jelentkeznie kell, vagy távoznia. A 18 éves Cheever gunyoros beszámolót írt erről az élményről, "Expelled" (Kiutasítva) címmel, amely később megjelent a The New Republic-ban (1930).
Ez idő tájt Cheever bátyja, Fred, aki 1926-ban a család pénzügyi válsága miatt kénytelen volt visszavonulni a Dartmouthból, újra belépett Cheever életébe, „amikor a helyzet a legfájdalmasabb és legkritikusabb volt”, ahogy Cheever később írta. A Kreuger & Toll 1932-es összeomlása után, amelybe Frederick Cheever befektette a megmaradt pénzét, a Winthrop Avenue-i Cheever-ház elveszett a kizárás miatt. A szülők elváltak, míg John és Fred együtt laktak a bostoni Beacon Hillen. 1933-ban John ezt írta Elizabeth Amesnek, a Yaddo művésztelep igazgatójának, Saratoga Springsben, New York államban: „A város elhagyásának gondolata soha nem volt ennyire távoli vagy kívánatos.” Ames visszautasította első jelentkezését, de a következő évben helyet ajánlott neki, ami után Cheever úgy döntött, hogy megszakítja a bátyjához fűződő "rossz kötődését". Cheever 1934 nyarát Yaddóban töltötte, amely élete nagy részében második otthonaként szolgált.

## Pályafutása

### Korai írások
A következő néhány évben Cheever megosztotta idejét Manhattan, Saratoga, Lake George (ahol a Yaddo tulajdonában lévő Triuna-sziget gondnoka volt) és Quincy között, ahol továbbra is látogatta szüleit, akik kibékültek és egy lakásba költöztek a Spear Street 60. szám alatt. Cheever egy rozoga Model A roadsterrel hajtott egyik helyről a másikra, de nem volt állandó lakcíme. 1935-ben Katharine White, a The New Yorker munkatársa 45 dollárért megvásárolta Cheever „Buffalo” című történetét – az elsőt a sok közül, amelyet Cheever a magazinban publikál. Maxim Lieber lett az irodalmi ügynöke, 1935–1941 között. 1938-ban kezdett dolgozni a Federal Writers' Project-nél Washington D. C.-ben, amit kínos ügynek tartott. A WPA Guide to New York City szerkesztőjeként Cheever-t azzal vádolták (ahogy ő fogalmazott), hogy „rendbe csavarta a néhány hihetetlenül lusta barom által írt mondatokat”. Kevesebb mint egy év után felmondott, és néhány hónappal később megismerkedett leendő feleségével, Mary Winternitzcel, aki hét évvel fiatalabb volt. Milton Winternitz, a Yale Medicine School dékánjának lánya, és Thomas A. Watson unokája volt, aki Alexander Graham Bell asszisztense volt a telefon feltalálása során. 1941-ben házasodtak össze.
Cheever 1942. május 7-én vonult be a hadseregbe. Első novellagyűjteménye, a The Way Some People Live 1943-ban jelent meg, vegyes kritikák mellett. Cheever maga is megvetette a könyvet, mint "kínosan éretlen"-t, és élete hátralevő részében megsemmisített minden példányt, amelyre csak rátehette a kezét. A könyv azonban megmenthette az életét, miután Leonard Spigelgass őrnagy, az MGM ügyvezetője és a hadsereg jelzőhadtestének (Army Signal Corps) tisztje kezébe került, akit Cheever „gyermeki csodaérzése” fogott meg. Még azon a nyár elején Cheevert a Queens-i Astoriában lévő egykori Paramount stúdióba helyezték át, ahová metróval ingázott a Manhattan chelsea-i lakásából. Eközben régi gyalogos századának nagy része meghalt egy normandiai tengerparton a D-napi invázió során. Cheever lánya, Susan 1943. július 31-én született.
A háború után Cheever és családja egy bérházba költözött a 400 East 59th Street alatt, a Sutton Place közelében, Manhattanben; az elkövetkező öt évben szinte minden reggel az egyetlen öltönyébe öltözött, és lifttel felment az alagsori szobalány szobájába, ahol boxerre vetkőzött, és ebédig írt. 1946-ban 4800 dollár előleget fogadott el a Random House-tól, hogy folytathassa a The Holly Tree című regényén való munkát, amelyet a háború alatt abbahagyott. A "The Enormous Radio" a The New Yorker 1947. május 17-i számában jelent meg – egy kafkai mese egy baljós rádióról, amely egy New York-i lakóház bérlőinek magánbeszélgetéseit sugározza. Megdöbbentő előrelépés Cheever korai, naturalisztikusabb munkájában, a történet rajongói levelet váltott ki a magazin ingerült szerkesztőjétől, Harold Rosstól: „Emlékezetes lesz, különben hal vagyok.” Cheever fia, Benjamin 1948. május 4-én született.

### Középpálya
Cheever munkája hosszabb és összetettebb lett, nyilvánvalóan tiltakozásul a The New Yorkerre azokban az években jellemző „slice of life” fikció ellen. A „The Day the Pig Fell into the Well” (A nap, amikor a disznó beleesett a kútba) korai vázlata – egy hosszú történet kidolgozott csehovi árnyalatokkal, aminek az a célja, hogy "valami rondószerűen működjön", ahogy Cheever írta barátjának és a New Yorker szerkesztőjének, William Maxwellnek – 1949-ben készült el, bár a folyóirat csak öt évvel később adott helyet neki. 1951-ben Cheever megírta a "Goodbye, My Brother" című novellát, egy borongós nyár után a Martha's Vineyard-on. Nagyrészt e két történet alapján (akkor még kéziratban volt) Cheever Guggenheim-ösztöndíjat kapott. 1951. május 28-án Cheever beköltözött Beechwoodba (Bükkfa birtok), Frank A. Vanderlip bankár külvárosi birtokára, Scarborough-on-Hudson westchesteri falucskájában, ahol bérelt egy kis házikót a birtok szélén. A házat véletlenül Cheevers előtt egy másik külvárosi krónikás, Richard Yates foglalta el. Scarborough-ban alkalmi önkéntesként dolgozott a Briarcliff Manor tűzoltóságnál.
Cheever második gyűjteménye, a The Enormous Radio 1953-ban jelent meg. A kritikák többnyire pozitívak voltak, bár Cheever hírneve továbbra is csorbát szenvedett a The New Yorkerrel való szoros kapcsolata miatt (amelyet olyan befolyásos kritikusok, mint Dwight Macdonald középső szemöldöknek tartottak), és különösen fájdalmas volt. J. D. Salinger Nine Stories kilenc történetét kedvelték, amely nagyjából ugyanebben az időben jelent meg. Eközben a Random House követelte Cheevertől, hogy készítsen egy publikálható regényt, vagy fizesse vissza az előlegét, mire Cheever megírta Mike Bessie-t a Harper & Brothers-nél ("Ezek a régi csontok eladók"), aki kivette őt a Random House szerződéséből. 1956 nyarán Cheever befejezte a The Wapshot Chronicle-t, miközben a Maine állambeli Friendshipben nyaralt, és kapott egy gratuláló táviratot William Maxwelltől: „WELL ROARED LION” (Helyes a bőgés, oroszlán!). A "The Housebreaker of Shady Hill" filmjogok eladásából befolyt bevételből Cheever és családja a következő évet Olaszországban töltötte, ahol fia, Federico 1957. március 9-én megszületett ("Fredericknek akartuk hívni", Cheever ezt írta: "de itt természetesen nincs K az ábécében, és egy-két óra múlva feladtam.").
A The Wapshot Scandal (A Wapshot-botrány) 1964-ben jelent meg, és Cheever addigi pályafutásától talán a legjobb kritikákat kapta (a regény epizódszerű felépítésével kapcsolatos viták közepette). Cheever a Time magazin március 27-i számának címlapján jelent meg, ez egy elismerő profil, „Ovid in Ossining” címmel. (1961-ben Cheever egy impozáns, kőépítésű holland gyarmati parasztházba költözött Ossiningban, a Hudson folyó keleti partján.) A "The Swimmer" a The New Yorker 1964. július 18-i számában jelent meg. Cheever bosszúsan vette tudomásul, hogy a sztori (az egyik legjobbja) a szám végén jelent meg – egy John Updike-történet mögött –, mivel ahogy történt, Maxwellt és a magazin többi szerkesztőjét kissé megzavarta a nem New York-i szürrealizmus. 1966 nyarán a Connecticut állambeli Westportban forgatták a "The Swimmer" című filmet Burt Lancaster főszereplésével. Cheever gyakori látogató volt a forgatáson, és feltűnt a filmben is.
Addigra Cheever alkoholizmusa súlyossá vált, amit a biszexualitásával kapcsolatos gyötrelmek is súlyosbítottak. Ennek ellenére a legtöbb házassági gond okát a feleségének tulajdonította, és 1966-ban egy pszichiáterrel, David C. Hayssel konzultált a nő ellenségességéről és "felesleges sötétségéről". A Mary Cheeverrel folytatott ülés után a pszichiáter azt kérte, hogy láthassa közösen a házaspárt; Cheever, szívből hitte, hogy felesége nehéz viselkedését végre megoldják. A közös ülésen azonban Hays azt mondta (ahogyan Cheever a naplójában megjegyezte), hogy Cheever maga volt a probléma: "neurotikus ember, nárcisztikus, egocentrikus, barátságtalan, és olyan mélyen érintett [saját] védekező illúzióiban, hogy feltalált egy mániákus-depresszív feleséget." Cheever hamarosan abbahagyta a terápiát.

### Későbbi élet és karrier
A Bullet Park 1969-ben jelent meg, és Benjamin DeMotttól megsemmisítő kritikát kapott a The New York Times Book Review címlapján: "John Cheever novellái kedves madarak és azok is maradnak... De a Bullet Park ragacsos légkörében nem a madarak énekelnek." Cheever alkoholista depressziója elmélyült, és májusban újrakezdte a pszichiátriai kezelést (ami ismét eredménytelennek bizonyult). Az 1960-as évek végén viszonyt kezdett Hope Lange színésznővel.
1973. május 12-én Cheever féktelen köhögésre ébredt, és a kórházban megtudta, hogy majdnem belehalt az alkoholizmus okozta tüdőödémába. Egy hónap kórházi kezelés után hazatért, megfogadva, hogy soha többé nem iszik; augusztusban azonban újra inni kezdett. Ingatag egészségi állapota ellenére az őszi szemesztert tanítással töltötte (és ivott, mindkettőt író-tanártársával, Raymond Carverrel) az Iowa Writers' Workshopban, ahol tanítványai voltak T. C. Boyle, Allan Gurganus és Ron Hansen között. Mivel házassága tovább romlott, Cheever a következő évben professzori állást kapott a Bostoni Egyetemen, és beköltözött a Bay State Road 71. szám alatti negyedik emeleti lakásba. Alkoholfogyasztása hamarosan önpusztítóvá vált, és 1975 márciusában bátyja, Fred gyakorlatilag szegényes, de józan, élethosszig tartó alkoholizmusa után visszaterelte Johnt Ossiningba. Április 9-én Cheever bekerült a Smithers Alcoholic Rehabilitation Unit New York-i osztályába, ahol négy másik férfival megosztott egy hálószobát és a fürdőszobát. Május 7-én a felesége vitte haza, Cheever soha többé nem ivott alkoholt.
1977 márciusában Cheever a Newsweek címlapján jelent meg "A Great American Novel: John Cheever's Falconer" felirattal. A regény három hétig az 1. volt a New York Times Bestseller listáján. A The Stories of John Cheever 1978 októberében jelent meg, és a valaha volt egyik legsikeresebb gyűjtemény lett: 125 000 keménykötésű példány kelt el és egyetemes elismerést aratott.
Cheever 1979-ben megkapta az Edward MacDowell Medalt a művészethez való kiemelkedő hozzájárulásáért a MacDowell Colony-tól.

## Magánélete
Cheever házasságát bonyolította szexualitása. A melegnek, homoszexuálisnak vagy biszexuálisnak minősített Cheevernek volt kapcsolata férfiakkal és nőkkel is, köztük egy rövid kapcsolata Ned Rorem zeneszerzővel és viszonya Hope Lange színésznővel. Cheever leghosszabb kapcsolata egy tanítványával, Max Zimmerrel volt, aki Cheever családi házában élt. Cheever lánya, Susan „európainak” nevezte szülei házasságát, és azt mondta: „olyan emberek voltak, akik úgy érezték, az érzéseik nem feltétlenül ok arra, hogy szétzilálják a családot. Biztosan sokat bántották egymást, de nem feltétlenül látták ezt a válás okának."

## Betegsége és halála
1981 nyarán daganatot fedeztek fel Cheever jobb tüdejében, és november végén visszatért a kórházba, és megtudta, hogy a rák átterjedt a combcsontjára, a medencéjére és a hólyagjára. Utolsó regénye, az Oh What a Paradise It Seems 1982 márciusában jelent meg; részben azért kapott tiszteletteljes kritikákat, mert széles körben ismert volt, hogy a szerző rákban hal meg. Április 27-én vehette át a National Medal for Literature kitüntetést a Carnegie Hallban, ahol kollégáit sokkolta a hónapokig tartó rákterápia utáni megjelenése. "Egy oldal jó próza" - jelentette ki beszédében - "legyőzhetetlen marad." John Updike azt írta, hogy "Az összes ott összegyűlt irodalmár teljesen elhallgatott, elképedve e bizalomtól."
Amikor Cheever 1982. június 18-án meghalt, Ossiningben a zászlókat tíz napra a félárbócra engedték le. A massachusettsi Norwell First Parish Cemetery-ben van eltemetve.

### Posztumusz
1987-ben Cheever özvegye, Mary szerződést írt alá egy kis kiadóval, az Academy Chicago-val, hogy kiadja Cheever össze nem gyűjtött novelláit. A szerződés hosszú jogi csatához vezetett, végül Thirteen Uncollected Stories by John Cheever címen 1994-ben adta ki az Academy Chicago Publishers.
Cheever két gyermeke, Susan és Benjamin író lett. Susan emlékirata, a Home Before Dark (1984) feltárta Cheever biszexualitását, amit posztumusz kiadott levelei és folyóiratai is megerősítettek. Ezt komikus hatásra parodizálták a Seinfeld című tévés szitkom egyik 1992-es epizódjában, amikor a karakter Susan felfedezi, hogy Cheever kifejezetten szerelmes leveleket írt az apjának.
Miután Blake Bailey megjelentette Richard Yates életrajzát, A Tragic Honesty (2003) címmel, Cheever fia, Ben azt javasolta Baileynek, hogy írjon egy hiteles Cheever életrajzot. 2009. március 10-én adta ki a Knopf, és abban az évben elnyerte a National Book Critics Circle díját életrajzi kategóriában és a Francis Parkman-díjat, valamint a Pulitzer és James Tait Black Memorial Prize döntőse volt.
2009-ben Cheever szerepelt a Soul of a People: Writing America's Story című 90 perces dokumentumfilmben is, amely a WPA Writers' Projectről szól. Az 1930-as évekbeli életét a Soul of a People: The WPA Writers' Project Uncovers Depression America című kísérőkönyv is kiemeli.

## Művei

### Regények
- The Wapshot Chronicle (1957)
- The Wapshot Scandal (1964)
- Bullet Park (1969)
- Falconer (1977)
- Oh What a Paradise It Seems (1982)

### Novellagyűjtemények
- The Way Some People Live (1943)
- The Enormous Radio and Other Stories (1953)
- The Housebreaker of Shady Hill and Other Stories (1958)[60]
- Some People, Places, and Things That Will Not Appear in My Next Novel (1961)
- The Brigadier and the Golf Widow (1964)
- The World of Apples (1973)
- The Stories of John Cheever (1978)
- Thirteen Uncollected Stories by John Cheever (1994)

### Gyűjtemények
- The Letters of John Cheever, edited by Benjamin Cheever (1988)
- The Journals of John Cheever (1991)
- Collected Stories & Other Writings (Library of America(wd)) (stories, 2009)
- Complete Novels (Library of America) (novels, 2009)

### Könyvei magyarul
- A vörös bútorszállító kocsi. Elbeszélések – Európa, Budapest, 1983 · ISBN 9630730197 · Válogatta: Géher István, fordította: Benedek Mihály, Csillag Veronika, Dobrás Zsófia, Gera Magdolna, Kiss Zsuzsa, László Zsófia, Lénárt Edna, Lorschy Katalin, Molnár Eszter, Patricza Eszter, Szamosi Katalin (Európa zsebkönyvek, Tartalma: 1. A Hartley család, 2. A magány örömei, 3. Egy véka arany, 4. A kúra, 5. A gondnok, 6. Az iskolabusz, 7. Szomorú a karácsony, ha szegény az ember, 8. A vidéki férj, 9. Szépek és fiatalok, 10. Az öt-negyvennyolcas személy, 11. A gin ára, 12. Kukac az almában, 13. A vörös bútorszállító kocsi, 14. Aranykor, 15. Justina halála, 16. Amikor a disznó kútba esett, 17. A híd angyala, 18. Találkozás, 19. Az utolsó szalmaszál, 20. A zongoratanárnő, 21. Clementina, 22. Az óceán, 23. Az almák világa, 24. Percy, 25. A Cabot család ékszerei)
- A Falconer. Regény – Európa, Budapest, 1986 · ISBN 963-07-4034-6 · Fordította: Göncz Árpád, utószó: Sükösd Mihály

## Fordítás
- Ez a szócikk részben vagy egészben  a   John Cheever című angol Wikipédia-szócikk fordításán alapul.  Az eredeti cikk szerkesztőit annak laptörténete sorolja fel. Ez a jelzés csupán a megfogalmazás eredetét és a szerzői jogokat jelzi, nem szolgál a cikkben szereplő információk forrásmegjelöléseként.